# Union sportive Marseille Endoume Catalans
Maillots
Actualités
L’Union sportive Marseille Endoume Catalans, plus communément dénommée US Endoume, est un club de football français fondé en 1925 et situé à Marseille.
Le club se situe à Endoume au cœur du 7e arrondissement de Marseille, un vieux quartier marseillais en bord de mer, non loin de la Corniche, en périphérie sud-ouest du centre-ville. La dénomination « Catalans » fait elle référence à l'anse des Catalans qui borde le quartier de Saint-Lambert et qui se trouve en contrebas d'Endoume ; elle tire son nom d'un ancien établissement de pêcheurs originaires de Catalogne.
Le club est présidé par Patrick Michelucci depuis 2013 et entraîné par Franck Priou depuis juin 2019.
Le club compte trois titres de champion de France de 5e division . 
Le club possède trois stades : Stade Rogert Lebert (matchs) au 9e , Stade Tellene ou Francis Di Giovanni en bas de la Basilique Notre Dame de la Garde et le stade Henri Tasso où se trouve le siège vers les Catalans, rue Girardin . 

## Histoire

### Genèse du club (1925-1979)
L’US Endoume a été fondé par trois endoumois à savoir messieurs Oliveri, Mazzela, et Cesario. Le club est encastré entre le port, la plage et Notre-Dame de la Garde qui est d’ailleurs présente sur le blason du club. Ses couleurs sont le rouge et le noir. Il s'agit du second club de Marseille après l'Olympique de Marseille. En 1942, Mazzela, un des membres fondateurs, devient président du club. C'est en 1952 que le club passe du noir au rouge et noir en ce qui concerne les couleurs de ses maillots.
À sa tête, un président a marqué l'histoire du club par son charisme et son courage durant la Seconde Guerre mondiale : Francis Di Giovanni (1972-1998). Il restera à son poste jusqu'à son décès en décembre 1998. Le stade de football du club situé dans le 7e arrondissement porte d'ailleurs son nom.
C'est en 1979 que l'US Endoume Marseille fusionne avec le FC Catalans, club du quartier éponyme, pour former l'USMEC. En mars 1988, le club alors en DH, a notamment remporté un 32e de finale de la Coupe de France contre l'AS Cannes qui évoluait à l’époque en D1.

### Montée en Division 3 (1990-1992)
L'équipe coachée par Léon Galli avec dans les rangs Laurent Spinosi, le buteur marseillais Pierre Frigout ou encore Marcel De Falco termine championne du groupe H de Division 4 et monte en Division 3 groupe Sud pour la saison 1990-1991. Le 19 mai 1991, lors d’un match au stade Vélodrome perdu contre Grenoble sur le score de 2 buts à 0, Endoume rate de peu la montée en Division 2 en terminant troisième derrière la réserve de Montpellier HSC et le FC Grenoble, niveau qu'aucun autre club marseillais excepté l’Olympique de Marseille n’a encore pour l’instant atteint. Pour ce faire, le club peut compter sur sa notoriété afin de faire venir des partenaires pour ainsi augmenter le budget du club et parvenir aux objectifs fixés. Malgré un petit budget, le club de l'US Endoume Catalans gère 30 équipes, dont une majorité de jeunes de 4 à 18 ans, mais aussi des équipes de filles en moins de 16 ans et séniors et des équipes Cécifoot (malvoyant et non-voyant).

### Rétrogradation en National 3 (1992-1996)

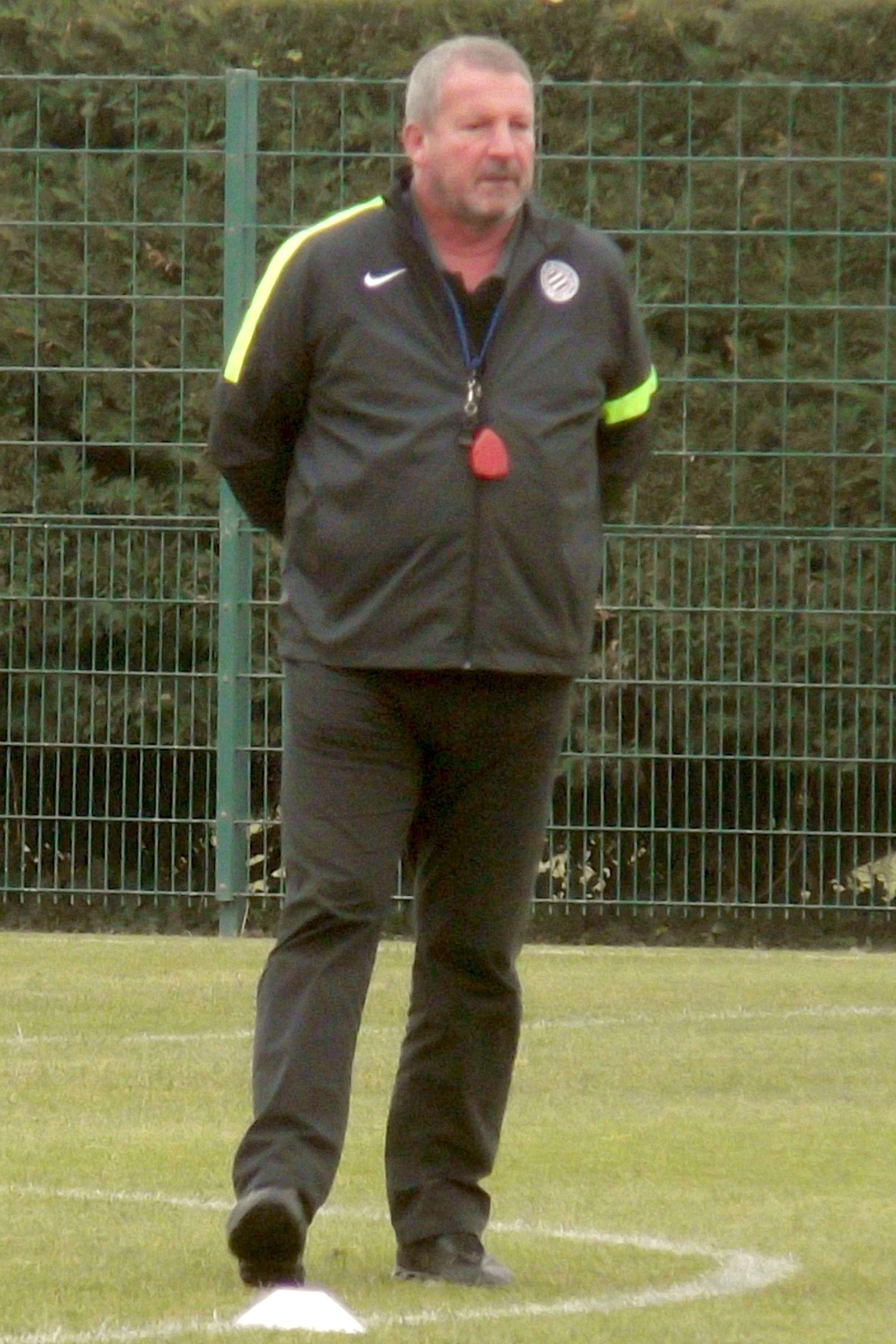
Rolland Courbis entraîne l'équipe alors en National 1 lors de la saison 1991-1992.

Après trois saisons passées à ce niveau, le club marseillais entraîné par Jean-Marc Pilorget descend en National 3 lors de la saison 1992-1993. En 1994, Francis Di Giovanni laisse sa place de président à Daniel Guedj chef d’entreprise dont l’ambition avec l’aide de José Anigo  de créer un 2ème club professionnel dans la cité phocéenne, mais cela ne durera qu’une saison car après la démission de Daniel Guedj, Francis Di Giovanni récupèrera les clés de son club.
En 1995-1996, pour la première fois de l'histoire, lors du 32e de finale de la Coupe de France, Endoume alors en National 3 affronte le grand frère de l'Olympique de Marseille au stade Vélodrome devant près de 10000 spectateurs le 13 janvier 1996. C'est l'OM alors entraîné par Gérard Gili qui remporta la rencontre sur le score de 2 à 0 face aux joueurs endoumois entraîné par José Anigo.
Après cette période faste, le club retombe dans l’anonymat du CFA 2 mais il n’en reste pas pour autant ambitieux comme l’expliquait le regretté Francis Di Giovanni  à l’époque président du club depuis 27 ans : "Notre vocation n'était peut-être pas de monter en Division 2 lorsque nous en avons eu la possibilité. À l'époque de Rolland Courbis, ce n'était que du plaisir. Je ne sais pas si nous aurions eu assez de ressources pour bien vivre en D2. Mais vous savez, dans le football, de nos jours, il ne faut préjuger de rien. Notre ambition, cette saison est de se maintenir. Notre recrutement a été à la hauteur de nos moyens, c'est-à-dire assez restreint. Nous essaierons surtout d'amener nos équipes de jeunes à franchir le rubicon des championnats nationaux." Car si l’USMEC a comme vocation d'accueillir en son sein la population des jeunes des quartiers de Marseille, elle a aussi à faire vivre une équipe première à un niveau National.

### Les années CFA (1997-2007)
Promu de CFA 2 en CFA après la saison 1997-1998 après avoir fini second derrière Valence, Di Giovanni souhaitait que son club fasse un petit tour en National. « Mon rêve serait évidemment de jouer en National. Pour Endoume, ce serait une forme d'apothéose. Mais la réalité, c'est tout faire pour conserver un niveau national à un maximum de nos équipes. » Pour cela, Léon Galli est alors revenu aux affaires. C'est lui qui avait conduit l'équipe en CFA lors de sa première saison d'entraîneur.
À l'issue de la saison 2000-2001, Endoume accède au Championnat de France Amateur et y jouera jusqu'en mai 2007 où le club connait une dernière place au classement synonyme de relégation en Championnat de France amateur 2.

### Stagnation en Division d'Honneur (2009-2018)
Après deux saisons passées en CFA 2, le club descend une nouvelle fois et rejoint le championnat de la Division d'Honneur en 2009. Lors de la saison 2010-2011, l'USMEC finit à la onzième place du championnat et descend en Division d'Honneur Régionale, l'équivalent de la 7e division. En 2013, le nouveau président Patrick Michelucci, enfant du quartier, succède à Robert Lubrano di Sbaraglione qui était le président depuis 1999 à la suite de la disparition de Francis Di Giovanni. « Objectif : le CFA d’ici 4 à 5 ans » dixit Patrick Michelucci. Ce dernier souhaite mélanger les jeunes joueurs de l’équipe fanion à des joueurs expérimentés habitués aux joutes de la Division d'Honneur. La priorité est de redonner des moyens en plus pour la formation. Le club compte 500 enfants sur près de 600 licenciés dont une section Cécifoot. Ainsi, l’USMEC peut compter sur un réservoir de joueurs importants. Il a également un objectif de jouer un rôle social en faisant venir des gens au stade car Marseille est une ville qui aime profondément le football, celui-ci est ancré dans l’ADN de la ville. Le club remonte en Division d'Honneur à l'issue de la saison 2013-2014.

### Montée en National 2 (2018-2020)
La saison 2016-2017 est une grande réussite pour l'entité marseillaise : le club finit second de Division d'Honneur derrière l'AS Cannes et obtient ainsi son ticket pour l'étage supérieur, le National 3, pour la saison 2017-2018. En outre, les hommes de Grégory Poirier remportent leur quatrième Coupe de Provence de l'histoire du club en battant en finale un autre club marseillais, le SMUC, sur le score de 3-0.

### Descente en National 3 puis en Régional 1
Le club redescend en National 3 à l'issue de la saison 2019-2020. La saison 2021-2022 signera la fin de l'aventure en N3 pour l'USMEC puisque le club marseillais va se retrouver relégué en Régional 1.
Le début de saison 2022-2023 en Régional 1 s'avère catastrophique. A la trêve, les marseillais pointent à la dernière place de leur poule de R1.

## Palmarès et records

### Palmarès
Le tableau suivant récapitule les performances de l'US Marseille Endoume Catalans dans les diverses compétitions françaises et européennes.
| Compétitions nationales | Compétitions régionales                                                                                                |
| --- | --- |
| - Championnat de France de Division 4 (D4) - Vainqueur de groupe : 1990 - Championnat de France de CFA 2 / National 3 (D5) - Vainqueur de groupe : 2001 et 2018 | - Division d'Honneur Méditerranée (1) - Champion : 1988 - Coupe de Provence (4) - Vainqueur : 1990, 2003, 2005 et 2017 |

### Classements
- Saison 1997/1998 : 2e CFA2 groupe H montée en CFA
- Saison 1998/1999 : 18e CFA  groupe B descente en CFA2
- Saison 1999/2000 : 6e CFA2 groupe E
- Saison 2000/2001 : 1er CFA2 groupe E montée en CFA
- Saison 2001/2002 : 14e CFA  groupe B
- Saison 2002/2003 : 12e CFA  groupe B
- Saison 2003/2004 : 18e CFA  groupe B descente en CFA2
- Saison 2004/2005 : 1er CFA2 groupe D montée en CFA
- Saison 2005/2006 : 15e CFA  groupe B
- Saison 2006/2007 : 18e CFA  groupe B descente en CFA2
- Saison 2007/2008 : 9e CFA2 groupe D
- Saison 2008/2009 : 14e CFA2 groupe D descente en Division d'Honneur
- Saison 2009/2010 : 2e Division Honneur
- Saison 2010/2011 : 11e Division Honneur descente en Division d'Honneur Régionale
- Saison 2011/2012 : 6e Division Honneur Régionale
- Saison 2012/2013 : 10e Division Honneur Régionale
- Saison 2013/2014 : 1er Division Honneur Régionale montée en DH

## Personnalités du club

### Historique des entraîneurs
Le tableau suivant présente la liste des entraîneurs du club depuis 1925.
| Nom                          | Période           |
| ---------------------------- | ----------------- |
| ?                            | 1925 - 1989       |
| Léon Galli                   | 1982 - sept. 1990 |
| Rolland Courbis              | 1991 - 1992       |
| Jean-Marc Pilorget           | 1992 - 1993       |
| José Anigo                   | 1994 - 1997       |
| Léon Galli                   | 1997 - 1999       |
| Léon Galli & Didier Camizuli | 1999 - 2000       |
| Didier Camizuli              | 2000 - 2002       |
| Jean-Luc Cassini             | 2002 - 2003       |

| Nom                | Période               |
| ------------------ | --------------------- |
| Didier Camizuli    | 2003 - 2004           |
| Bernard Rodriguez  | 2004 - 2005           |
| Jean Castaneda     | 2005 - fév. 2007      |
| Bernard Rodriguez  | fév. 2007 - juin 2007 |
| Thomas Videau      | 2007 - mars 2008      |
| Jean-Pierre Luongo | mars 2008 - juin 2008 |
| Jean-Luc Cassini   | 2008 - 2009           |
| Didier Camizuli    | 2009 - 2011           |
| Régis Gandolfo     | 2011 - 2012           |

| Nom              | Période                  |
| ---------------- | ------------------------ |
| David Larsonnier | 2012 - mai 2013          |
| Noël Sciortino   | 2013 - 2014              |
| Stéphane Haro    | 2014 - 2015              |
| Bruno Sardi      | 2015 - nov. 2016         |
| Didier Samoun    | nov. 2016 - mars 2017    |
| Grégory Poirier  | mars 2017 - mai 2019     |
| Fabrice Huart    | juin 2019 - janvier 2020 |
| Franck Priou     | janvier 2020 -           |

| Jean-Luc-Cassini 2022- |

### Anciens joueurs
|  | - Étienne Sansonetti - José Anigo - Jean-Charles De Bono - Jacques Rémy - Léon Galli - Michel Flos - Laurent Repetto |  |  |  | - Laurent Spinosi - Jacques Abardonado - Steeve Elana - Lucien Cossou - Franck Zingaro - Jairzinho Cardoso |  | - Didier Samoun - Éric Lada - Rémy Fournier - Marcel De Falco - Rémi Sergio - Didier Wacouboué |

## Stades
Depuis leur montée en National 2, le club évolue au stade Roger Lebert dans la mesure où le stade Francis Di Giovanni n'est pas homologué pour recevoir des rencontres de National 2. Auparavant, ce stade accueillait les rencontres de la réserve de l'Olympique de Marseille, ses équipes de jeunes ainsi que de l'équipe première féminine.

## Identité du club

### Couleurs
Les différentes équipes du club arborent un maillot rayé verticalement de rouge et de noir, un short noir et des chaussettes noires.

### Logos

Ancien logo (2006-2010)
Ancien logo (2010-2014)
Ancien logo (2014-2018)
Logo (2018-)

## Rivalités

### Les derbys marseillais
Les premiers derbies marseillais se font en DH Méditerranée principalement entre l'US Endoume et Marseille Consolat. Lors de ces derbies, l'affluence peut passer du simple au double tant la ferveur pour le football est grande à Marseille. Il y a également eu un derby entre l'USMEC et l'OM en 32e de finale de la Coupe de France lors de la saison 1995-1996.
Confrontations
| Compétitions    | Dates      | Lieux               | Domicile    | Scores | Extérieur              |
| --------------- | ---------- | ------------------- | ----------- | ------ | ---------------------- |
| Coupe de France | 13-01-1996 | Stade Vélodrome     | US Endoume  | 0 – 2  | Olympique de Marseille |
| CFA 2 Groupe D  | 15-09-2007 | Stade La Martine    | GS Consolat | 0 – 3  | US Endoume             |
| CFA 2 Groupe D  | 23-02-2008 | Stade Paul Le Cesne | US Endoume  | 0 – 3  | GS Consolat            |
| CFA 2 Groupe E  | 25-10-2008 | Stade Paul Le Cesne | US Endoume  | 1 – 1  | Marseille Consolat     |
| CFA 2 Groupe E  | 15-02-2009 | Stade Paul Le Cesne | US Endoume  | 1 – 1  | GS Consolat            |
| CFA 2 Groupe E  | 22-03-2009 | Stade La Martine    | GS Consolat | 3 – 1  | US Endoume             |